# Lower.com Field
Le Lower.com Field (ou New Crew Stadium pendant sa phase de construction) est un stade de soccer situé dans la zone de l'Arena District (en), au cœur de Columbus, dans l'Ohio. Il est la propriété du Crew de Columbus. Il est inauguré le 29 juin 2021.

## Histoire

### Projet de construction
Le 6 décembre 2018, le projet d'un nouveau stade est présenté par un groupe d'investisseurs formé par les propriétaires de la franchise de la National Football League des Browns de Cleveland. Ils tentent également de racheter la franchise du Crew de Columbus,. Le stade proposé comptera environ 20 000 places dont 30 suites, sera achevé pour la saison 2021, et sera financé par le secteur privé pour 230 millions de dollars,. Le Mapfre Stadium va être réaménager en un complexe sportif communautaire et un centre d’entraînement pour le Crew de Columbus,.
Puis, le conseil municipal de Columbus approuve à l’unanimité la proposition du nouveau stade qui sera situé près de la Nationwide Arena, domicile des Blue Jackets de Columbus, et de Huntington Park, où jouent les Clippers de Columbus,. Le gouverneur de l’Ohio John Kasich a signé un projet de loi contribuant 15 millions de dollars en fonds de l’État pour le projet. Combinée au protocole d’entente de la ville de Columbus qui s’élève à 50 millions de dollars, à une contribution de 45 millions de dollars du comté de Franklin et 30 millions de dollars du New Community Authority (NCA),,. La majeure partie de l’argent pour le projet de construction sera fournie par le groupe d'investisseurs. Le Crew est officiellement racheté le 28 décembre 2018,, puis les nouveaux propriétaires prévoient de commencer la construction du nouveau stade cet été. En juin 2019, la franchise annonce que la construction du stade doit débuté finalement le 10 octobre 2019, et sera achevé pour juillet 2021. Le loyer du stade et du centre d’entraînement sera de 10 $ par année chacun.
Le 24 septembre 2019, le club dévoile les rendus finaux du nouveau stade, élaboré par l'agence d'architecture HNTB (en),. La Nationwide Realty Investors a conclu une entente pour vendre le terrain de 2 100 m2 sur West Nationwide Boulevard au groupe d'investisseurs pour un montant de 25,7 millions de dollars, où la franchise du Crew prévoit de construire son nouveau stade de 300 millions de dollars. Le site de 3 300 m2 comprend 1 300 m2 pour le stade, 1 500 m2 supplémentaires destinés au développement privé à usage mixte et 500 m2 consacrés à l’infrastructure publique, y compris un nouveau parc. L’aménagement du Confluence Village entourant le stade comprendra jusqu’à 25 000 m2 d’espaces commerciaux et de bureaux, ainsi que 885 logements résidentiels. Le quartier autour du nouveau stade va se nommer l'Astor Park. Le nom « Astor » est une référence à l’hôtel Astor à New York où Thomas Cahill a fondé la United States Football Association, l’ancêtre de la USSF,.
La cheminée de l'usine municipale d'éclairage (en) en face du futur stade sera repeinte pour correspondre aux couleurs du Crew. Downtown Commission a conclu un contrat de location pour permettre au Crew l’utilisation à long terme de la cheminée. Le club va proposer un espace et un accueil destinés aux personnes sensibles aux bruits et stimulations, en s'associant avec KultureCity,.

### Travaux
Le New Crew Stadium est conçu par HNTB (en). Turner Construction (en) est embauché comme maître d'œuvre, travaillant aux côtés de Smoot Construction,. La cérémonie de début des travaux du nouveau stade a lieu le 10 octobre 2019, en présence du commissaire de la ligue, Don Garber (en) et des élus locaux, dont le maire de Columbus Andrew Ginther (en),.
Les travaux se poursuivent pendant la pandémie de Covid-19,. Le montage de la structure commence le 14 mai 2020, puis se termine le 8 janvier 2021. L'écran géant de 33 mètres de long et 7 mètres de haut est installé à la fin du mois de janvier. Puis, en février 2021, l’installation des sièges se déroule simultanément avec plusieurs autres phases du projet, y compris l’achèvement du toit,. « Le terrain du stade sera l’un des plus avancés technologiquement en Major League Soccer », a déclaré Tim Bezbatchenko (en), président du Crew. La construction du stade est achevée le 29 juin 2021, après 20 mois de travaux,. La franchise de Columbus est devenue la première de la ligue à passer de son premier stade spécifique au soccer à son deuxième.

Le logo provisoire utilisé jusqu'en juin 2021.
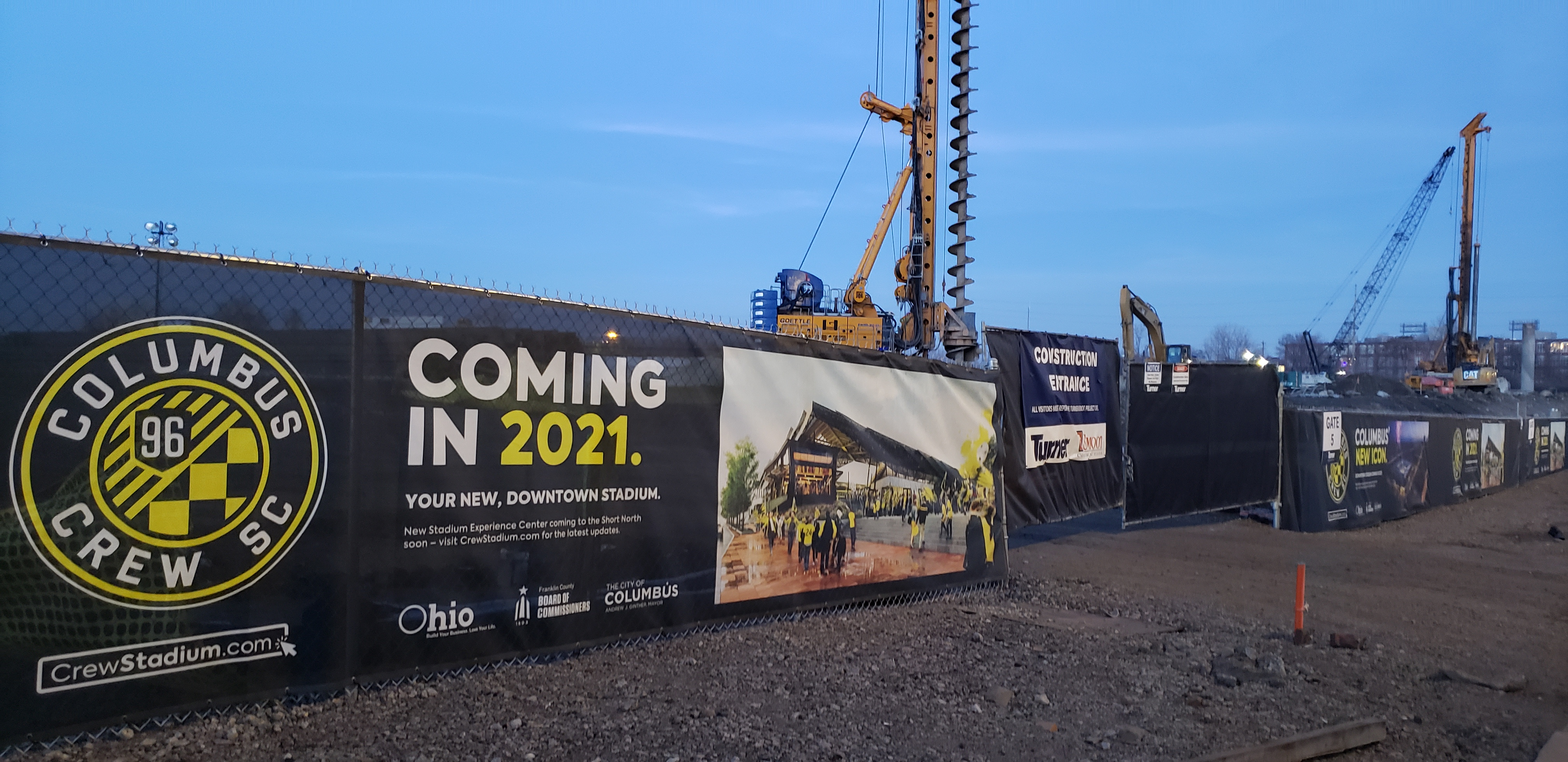
Chantier en décembre 2019.
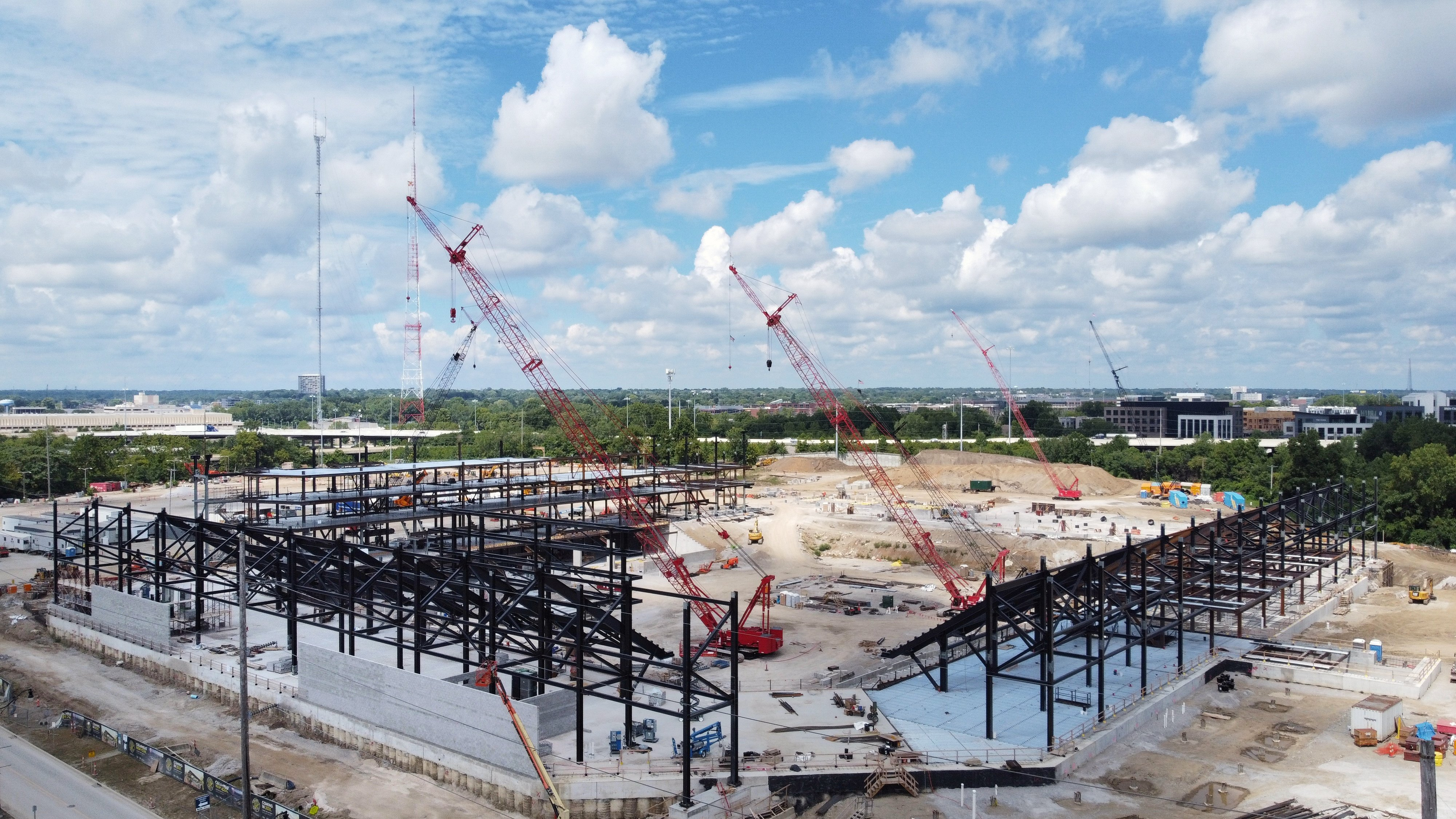
Chantier en août 2020.
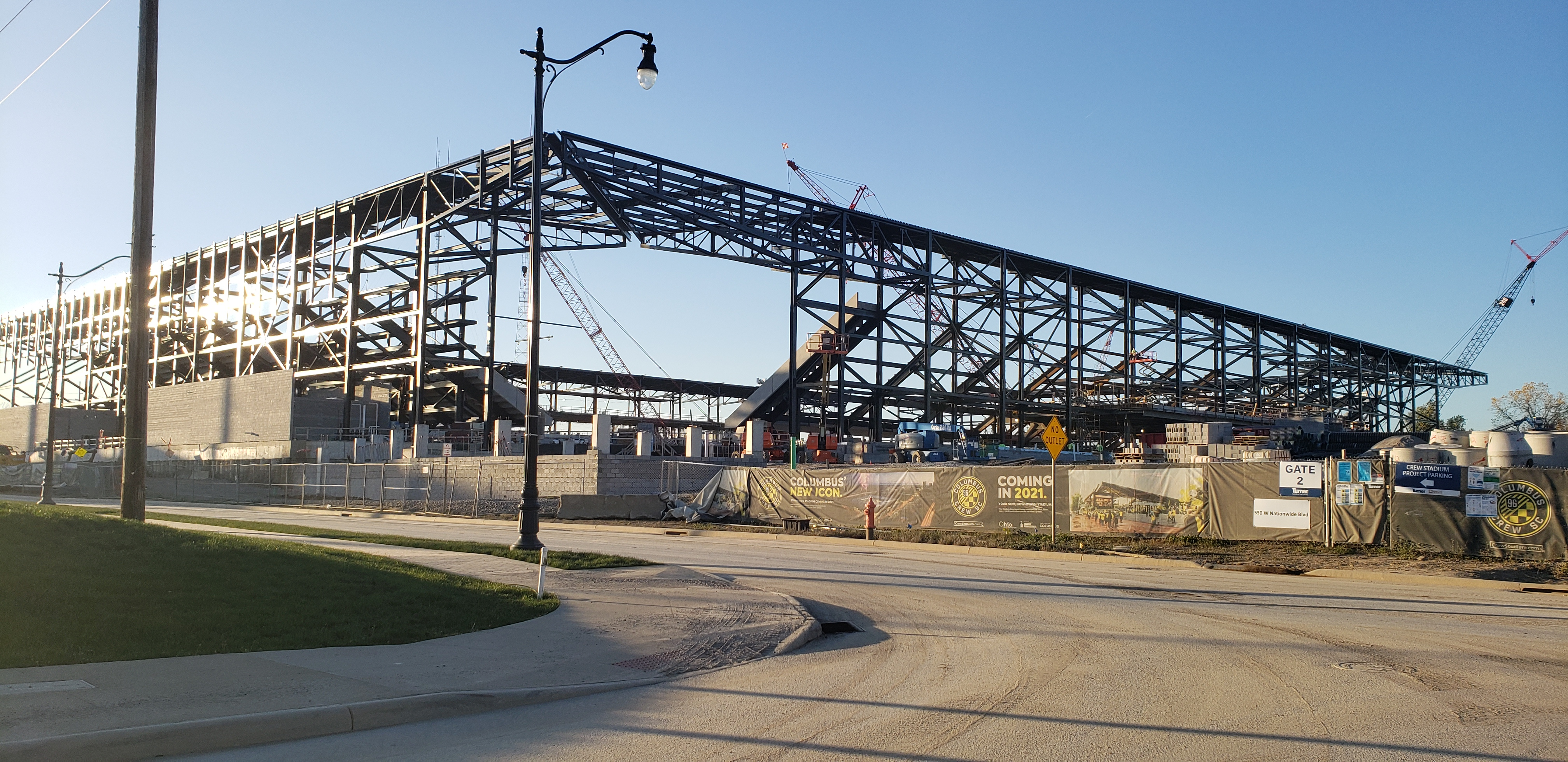
Chantier en novembre 2020.
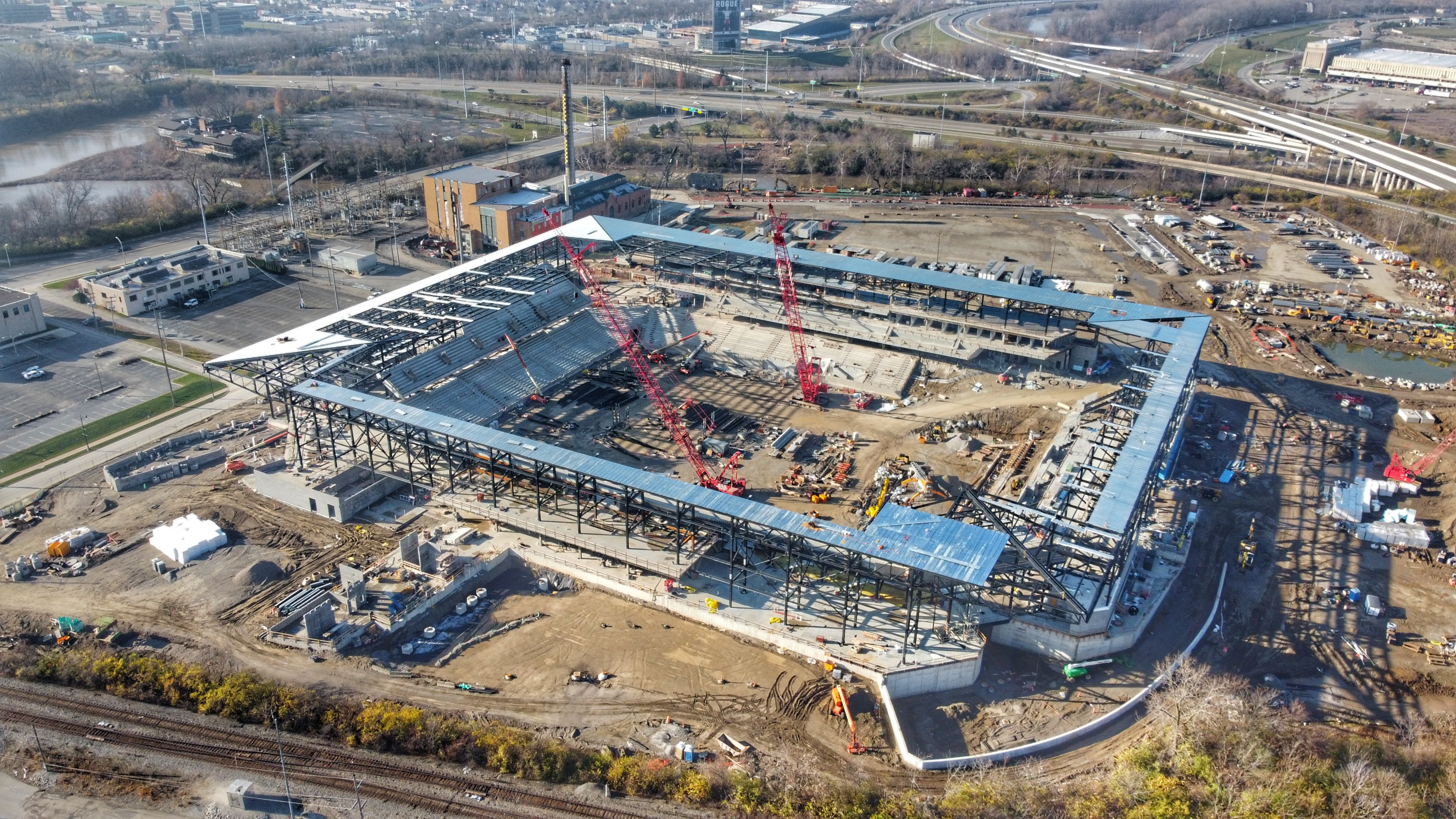
Chantier en novembre 2020.
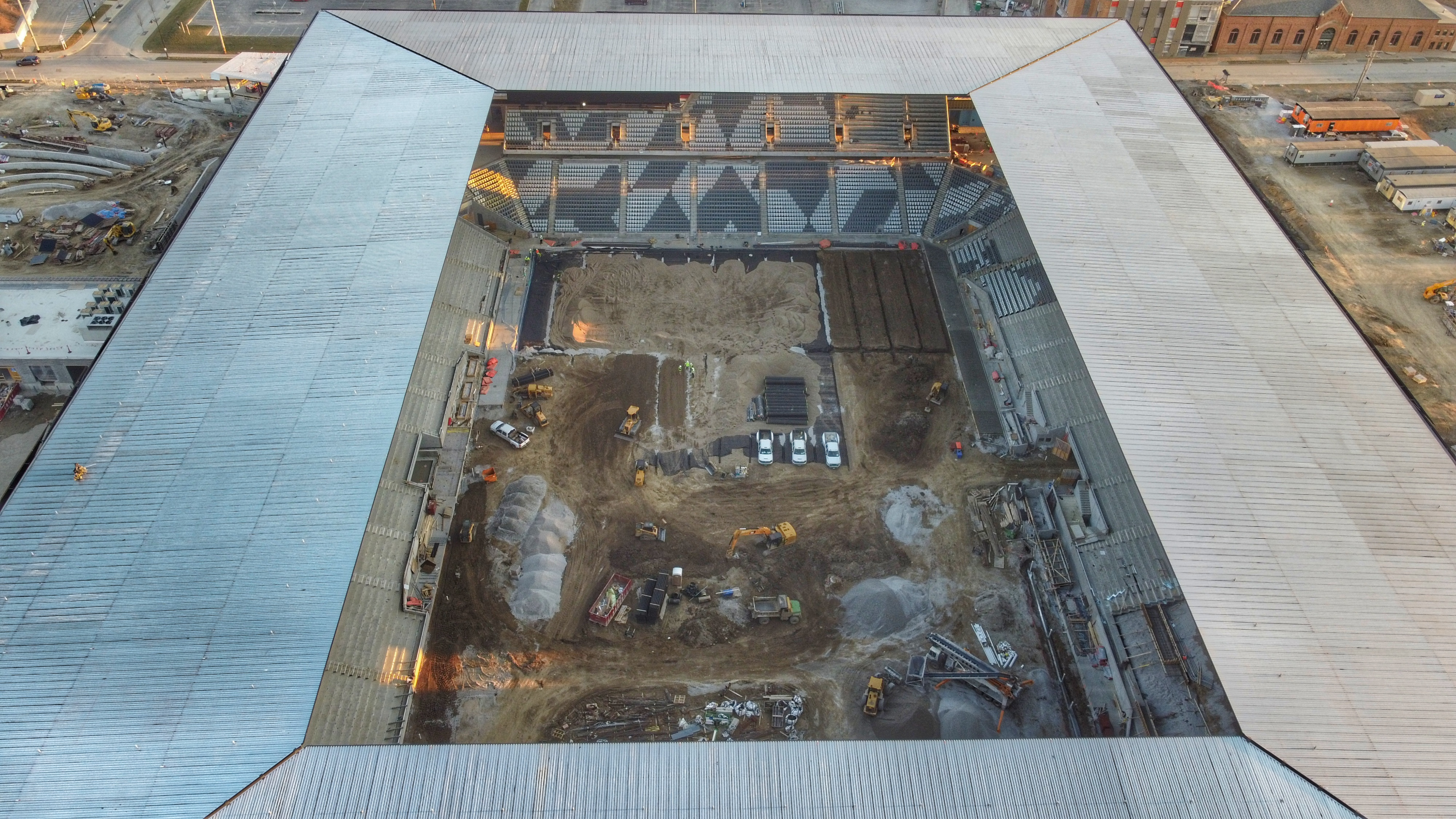
Chantier en mars 2021.
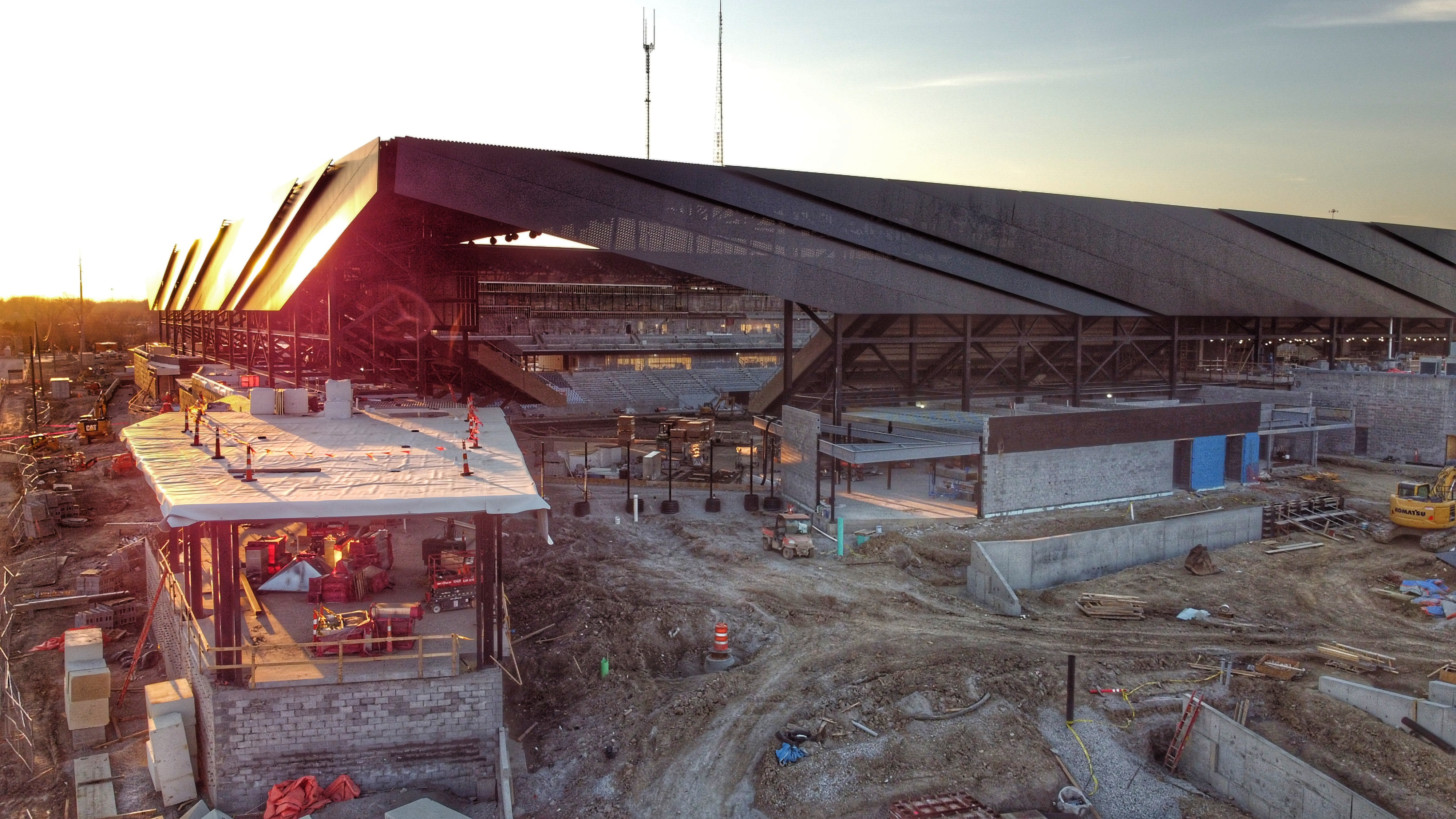
Chantier en mars 2021.

### Nom
Le 15 juin 2021, Lower et le Crew de Columbus ont annoncé un accord de droits de dénomination « à long terme » pour le nouveau stade,. Lower est basé à New Albany, c'est une société fintech qui fournisse une variété de services financiers, y compris des prêts hypothécaires et du refinancement,.

### Rencontre inaugurale
Le Crew de Columbus annonce le 24 mars 2021 que la rencontre inaugurale du nouveau stade va se dérouler le 3 juillet, contre le Revolution de la Nouvelle-Angleterre, à l'occasion d'une rencontre de Major League Soccer,.
Le 30 juin, le Nordecke annonce deux nouvelles traditions pour le nouveau stade, qui incluent le chant de la chanson « Wise Men Say » au début et à la fin de chaque match et trois ouvriers (dont un membre du Nordecke, de la communauté et un représentant du Crew) qui viennent casser des briques au marteau-piqueur à chaque but inscrit par les joueurs du Crew, qui est nommé « Return of the Hard Hats »,. Une initiative qui fait écho à leur premier logo.
Le stade est inauguré le samedi 3 juillet 2021 lors d'une rencontre de Major League Soccer entre le Crew de Columbus et le Revolution de la Nouvelle-Angleterre, devant 20 407 personnes,. Le score final est un match nul de 2-2,. Ainsi, le tout premier joueur à avoir marqué dans cette enceinte ultra-moderne est Tajon Buchanan et Gyasi Zardes marque le premier but du Crew de Columbus avant la mi-temps,.

## Utilisation du stade

### Crew de Columbus
Le stade accueille le Crew de Columbus, franchise de soccer évoluant en Major League Soccer.
Le 17 juillet 2021, le Crew de Columbus remporte sa première victoire au Lower.com Field face au New York City FC (victoire 2-1),. Le but de la victoire est inscrit par Lucas Zelarayán sur coup franc. Deux jours plus tard, la MLS annonce que le Lower.com Field accueillera la finale de la Campeones Cup entre le Crew de Columbus et le Cruz Azul le 29 septembre,. La finale est remportée par le Crew de Columbus, qui s'impose par deux buts à zéro. Le Crew remporte également son premier trophée international.

### Événements sportifs
Le 28 juillet 2021, U.S. Soccer annonce que le nouveau stade accueillera une rencontre internationale entre les États-Unis et le Costa Rica le 13 octobre, comptant pour les éliminatoires de la Coupe du monde 2022,. Le Lower.com Field était l’un des trois finalistes pour le match face au Mexique. Les États-Unis remportent la rencontre 2 buts à 1, et gagnent trois points vitaux pour la qualification pour le mondial 2022.
Le 24 novembre 2021, les Stars and Stripes disputeront une nouvelle rencontre des éliminatoires de la Coupe du monde 2022 au Lower.com Field, face au Salvador, le 27 janvier 2022,. Les États-Unis gagnent le match, grâce à un but d'Antonee Robinson. La rencontre s'est disputé sous une température glaciale (environ -1,6°C au coup d'envoie),.
Le 3 mars 2022, l'équipe nationale féminine des États-Unis jouera un match amical contre l’Ouzbékistan au Lower.com Field le 9 avril,. Les Américaines remportent la rencontre sur une large victoire de 9 buts à 1, dont un triplé de Sophia Smith,.

## Prix et récompenses
Le 8 octobre 2021, le nouveau stade est nommé lauréat du prix James B. Recchie de Columbus Landmarks (en) pour l’excellence en design urbain,,. Le 17 décembre suivant, il a reçu le prix Harrison W. Smith de Columbus Downtown Commission. Le 14 mars 2022, il est nommé finaliste du prix Sports Business dans la catégorie « Installation sportive de l’année »,,. C'est le Climate Pledge Arena qui remporte le prix le 18 mai suivant,.